# Everything Burns
Everything Burns è un singolo dell'ex-chitarrista statunitense degli Evanescence Ben Moody, realizzato in collaborazione con la cantautrice statunitense Anastacia, estratto dal di lei album Pieces of a Dream. Il brano è stato usato come colonna sonora del film I Fantastici Quattro del 2005. Il video della canzone è stato diretto da Antti Jokinen e girato fra il 30 aprile e il 1º maggio 2005, ai Culver Studios a Los Angeles.

## Tracce
European CD single
1. Everything Burns (Album Version) – 3:43
2. Everything Burns (Instrumental) – 3:43
3. Everything Burns (Video)

European CD maxi single
1. Everything Burns (Album Version) – 3:43
2. Everything Burns (Instrumental) – 3:43
3. Everything Burns (Video Mix) – 3:44
4. Everything Burns (Video)

## Classifiche
| Classifica (2005) | Posizione più alta |
| ----------------- | ------------------ |
| Australia         | 33                 |
| Austria           | 6                  |
| Belgio (Fiandre)  | 41                 |
| Belgio (Vallonia) | 57                 |
| Danimarca         | 11                 |
| Germania          | 11                 |
| Grecia            | 6                  |
| Italia            | 2                  |
| Nuova Zelanda     | 24                 |
| Paesi Bassi       | 14                 |
| Regno Unito       | 95                 |
| Russia            | 17                 |
| Svizzera          | 3                  |